# Jules Voncken

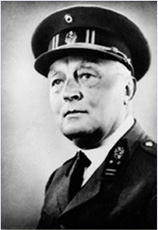
Jules Voncken

Jules Voncken (* 26. Juli 1887 in Liers, Provinz Lüttich; † 12. Juni 1975) war ein belgischer Militärarzt im Dienstgrad Generalmajor und Inspekteur des militärischen Sanitätswesens der belgischen Streitkräfte („Medizinische Komponente“). Er war Mitbegründer und Generalsekretär des International Committee of Military Medicine (ICMM) in Lüttich.

## Leben
Voncken wurde in Liers geboren, heute ein Stadtteil von Herstal. 1909 schloss er sein Medizinstudium an der Universität Lüttich ab, wurde im gleichen Jahr Sanitätsoffizier, war längere Zeit als Chirurg tätig und diente im Ersten Weltkrieg. Er wurde in die belgische Gesellschaft für Chirurgie (Société belge de chirurgie) aufgenommen und wurde korrespondierendes Mitglied in der französischen Académie nationale de médecine sowie assoziiertes Mitglied der Académie de chirurgie de Paris.
1920, damals noch im Dienstgrad Oberst, traf Voncken mit dem US-Navy-Captain (MD) William Seaman Bainbridge bei der 28. Arbeitstagung des Verbands US-amerikanischer Militärärzte AMSUS den Entschluss zur Gründung eines internationalen Verbandes für die militärischen Sanitätsdienste der Nationen.
Nach dem Zweiten Weltkrieg und der Befreiung Belgiens wurde er Inspekteur des militärischen Sanitätswesens der belgischen Streitkräfte und mit der Reorganisation des selbigen beauftragt.
Aus der Idee zur Gründung eines internationalen Verbandes für die militärischen Sanitätsdienste der Nationen wurde am 21. Mai 1952 das Ständige Komitee der Internationalen Kongresse der Militärmedizin und -pharmazie gegründet, der 1990 die Bezeichnung International Committee of Military Medicine erhielt. Voncken war vom Zeitpunkt der Gründung bis zu seinem Tode Generalsekretär der Institution. Nach ihm ist der Jules-Voncken-Preis des ICMM benannt. Ab 1937 war er auf Einladung des Internationalen Komitees vom Roten Kreuz als Experte Mitglied der Kommission für die Überarbeitung der Genfer Konventionen von 1929.